# De Groene Amsterdammer

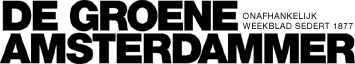
De Groene Amsterdammer logo

De Groene Amsterdammer ist eine von mittlerweile noch zwei existierenden niederländischen politischen Wochenzeitschriften. De Groene Amsterdammer erscheint donnerstags. Die verkaufte Auflage beträgt derzeit 25.000 Exemplare.

## Geschichte

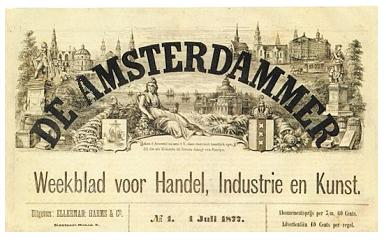
De Amsterdammer Kop uit 1877

Die Zeitschrift erschien am 1. Juni 1877 erstmals unter dem Namen „De Amsterdammer – weekblad voor Handel, Industrie en Kunst“. Zielgruppe war das intellektuelle liberale Bürgertum. Am 14. März 1925 erhielt sie ihren heutigen Namen. Während der deutschen Invasion im Zweiten Weltkrieg wurde das Erscheinen für einen Monat unterbrochen, erst am 8. Juni 1940 kam wieder eine mit ausschließlich kulturellen und wissenschaftlichen Artikeln gefüllte Ausgabe heraus. Mit der vorläufig letzten Ausgabe vom 12. Oktober 1940 wurde De Groene Amsterdammer freiwillig eingestellt.
Die erste Nachkriegsausgabe vom 16. Juni 1945 leitete den Neustart ein. Im Januar 1949 kam es beinahe zu einer Fusion mit dem gleichgesinnten Magazin Vrij Nederland. Nach einem Streit zwischen den beiden Eigentümern des Blattes, Rients Dijkstra und Theo Moussault, nahm letzterer Kontakt mit dem Chefredakteur von Vrij Nederland, Henk van Randwijk, auf. Ein von Dijkstra eingeleitetes Schnellverfahren und der Widerstand der Redaktion von De Groene Amsterdammer gegen van Randwijk als Chefredakteur vereitelten jedoch diese Pläne. Die Auflage von De Groene Amsterdammer fiel von da an bis 1975 stetig, Vrij Nederland konnte sich jahrelang nur durch Unterstützung seitens der Zeitung Het Parool und dem Verlag „Arbeiderspers“ halten.
1994 ging De Groene Amsterdammer unter Federführung von Marianne van den Boomen online und war damit einer der Pioniere in den Niederlanden. Die Ausgaben von 1877 bis 1940 wurden komplett digitalisiert und können kostenlos als Faksimile aufgerufen werden.

## Bisherige Chefredakteure
| bis zum Zweiten Weltkrieg     | bis zum Zweiten Weltkrieg |                      | nach dem Zweiten Weltkrieg | nach dem Zweiten Weltkrieg |
| Johannes de Koo               | 1877–1894                 | Rients Dijkstra      | 1945–1970                  |                            |
| kein Chefredakteur            | 1894–1897                 | kein Chefredakteur   | 1970–1985                  |                            |
| Johannes de Koo               | 1897–1907                 | Martin van Amerongen | 1985–1997                  |                            |
| Henri Pierre Leonard Wiessing | 1907–1914                 | Gerard van Westerloo | 1997–1998                  |                            |
| Joost Adriaan van Hamel       | 1914–1920                 | Martin van Amerongen | 1999–2002                  |                            |
| Gerhard Wilhelm Kernkamp      | 1920–1929                 | Hubert Smeets        | 2003–2007                  |                            |
| A.C. Josephus Jitta           | 1929–1936                 | Xandra Schutte       | 2008–                      |                            |
| kein Chefredakteur            | 1936–1940                 |                      |                            |                            |
| zeitweise Einstellung         | 1940–1945                 |                      |                            |                            |

## Bekannte Mitarbeiter
- Dirk Bezemer
- Anna Blaman
- Simon Carmiggelt
- Frederik van Eeden
- Henk Hofland
- Theodor Holman
- Loe de Jong
- Geert Mak
- Anil Ramdas

## Auflagenentwicklung
1882 hatte das Blatt eine Auflage von 4.000 Exemplaren, 1939 waren 12.000 Exemplare erreicht. Die Nachkriegsauflage war mit 40.000 bedeutend höher (1946), fiel aber bis 1975 kontinuierlich, seitdem pendelt sie um einen Wert von 15.000.
| Verkaufte Auflage seit der Ermittlung durch das "Oplage Instituut" |        |        |        |        |        |        |        |        |        |
| Jahr                                                               | 1999   | 2000   | 2001   | 2002   | 2003   | 2004   | 2005   | 2006   | 2007   |
| Auflage                                                            | 13.487 | 13.303 | 12.820 | 14.274 | 14.621 | 14.414 | 13.868 | 13.016 | 12.856 |

## De Groene Amsterdammerheute
De Groene Amsterdammer wendet sich an ein linksliberales intellektuelles Publikum und deckt mit den Bereichen Politik, Wirtschaft, Kultur und Sport ein Themenspektrum ab, das dem von Tageszeitungen entspricht. Das Blatt hatte über die Jahre hinweg zahlreiche prominente Mitarbeiter und Autoren, darunter Frederik van Eeden, Loe de Jong, Simon Vestdijk, Willemijn Posthumus-van der Goot, Anton Levien Constandse und Geert Mak. Der Zeichner Opland war von 1947 bis kurz vor seinem Tod 2001 für De Groene Amsterdammer tätig.
Im Gegensatz zu den überregionalen Tageszeitungen des Landes gehört De Groene Amsterdammer nicht zu einem Konzern und betont seine Unabhängigkeit. Die Redaktion besteht aus 14 Mitarbeitern.

## Kurioses, Erwähnenswertes
- In der Ausgabe vom 10. März 1999 fanden sich Benito Mussolini, Augusto Pinochet und Josef Stalin als Chefredakteure im Impressum wieder. Der Layouter wollte damit offensichtlich gegen die Abschaffung der redaktionellen Selbstverwaltung protestieren.
- Zur Feier des 125-jährigen Bestehens erschien De Groene Amsterdammer im Mai 2002 für eine Woche täglich.